# Itom
La Itom (acronimo di Industria torinese meccanica) è stata una fabbrica di motocicli nata a Torino in Via Millio n° 41, nell'anno 1944 con titolare l'avv.Corrado Corradi, e trasferita a Sant'Ambrogio di Torino nel 1957/58 dove produsse motocicli fino alla chiusura del 1975.

## Storia

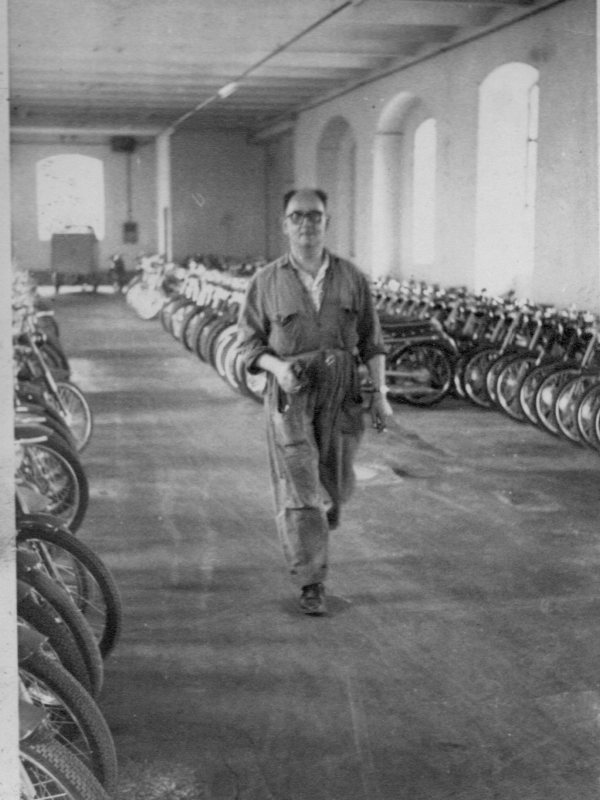
Interno dei reparti di produzione con motocicli assemblati - Foto anni '60
- Per gentile concessione Famiglia Richiero / Traversa

la Itom nacque dalle ceneri della Benotto e con i motori OMB iniziò la produzione con un modello chiamato SIRIO.
Subito dopo arrivò dalla Sicilia il giovane ingegnere Giuseppe Spotto che era stato pilota di aerei nella seconda guerra mondiale, e che con il suo braccio destro Silvano Bonetto, iniziò a progettare dei nuovi motori da applicare alle bici prima sulla forcella poi dietro la sella e infine il famoso TOURIST da posizionare tra i pedali.
Nel 1953 venne lanciato il modello Esperia con una struttura monoscocca, seguì nel 1954 il modello ASTOR e ASTOR Sport a 2 e 3 marce a mano, e nel 1957 l'ASTOR Sport Competizione, infine nel 1959 il lancio del modello TABOR di 65 cc. a 4 marce prima a manopola poi a preselettore a pedale posizionato sotto il motore.
Alla fine degli anni '50 la ITOM diventa IMSA (Industria Meccanica Sant'Ambrogio) essendosi trasferita nel 1957/58 presso lo stabilimento dell'ex Maglificio Fratelli Bosio a Sant'Ambrogio di Torino in Valle di Susa potenziando la produzione di motociclette.
Nel 1960 esce il modello ITOM Junior e nel 1965 viene lanciato quello che diventerà il più famoso modello ITOM: l'ASTOR Sport con cambio 4 marce a pedale, in questo periodo con la nota livrea Giallo/Bianco oppure Rosso/Bianco.
Nel 1969 il lancio del SIRIO Cross, e nel 1970 una nuova versione dell'ASTOR.
Nel 1973 cessa la produzione in proprio dei motori, ed i modelli ITOM vengono equipaggiati con motori Franco Morini. Nello stesso anno, al Motor Show di Milano viene presentato un modello Cross Competition con motore Zundapp.
La Itom ha anche costruito dei compressori ad aria con un sistema innovativo, non erano a pistoni ma rotativi, molto innovativi per quei tempi.
Costruì inoltre un modello di motocarro realizzato sulla base della struttura delle moto di produzione ordinaria.
Nel 1975 terminano le produzioni nello stabilimento di Sant'Ambrogio di Torino.
Nel 2010 le è stata intitolata la strada che conduce al vecchio stabilimento, con la denominazione di "Via Itom".

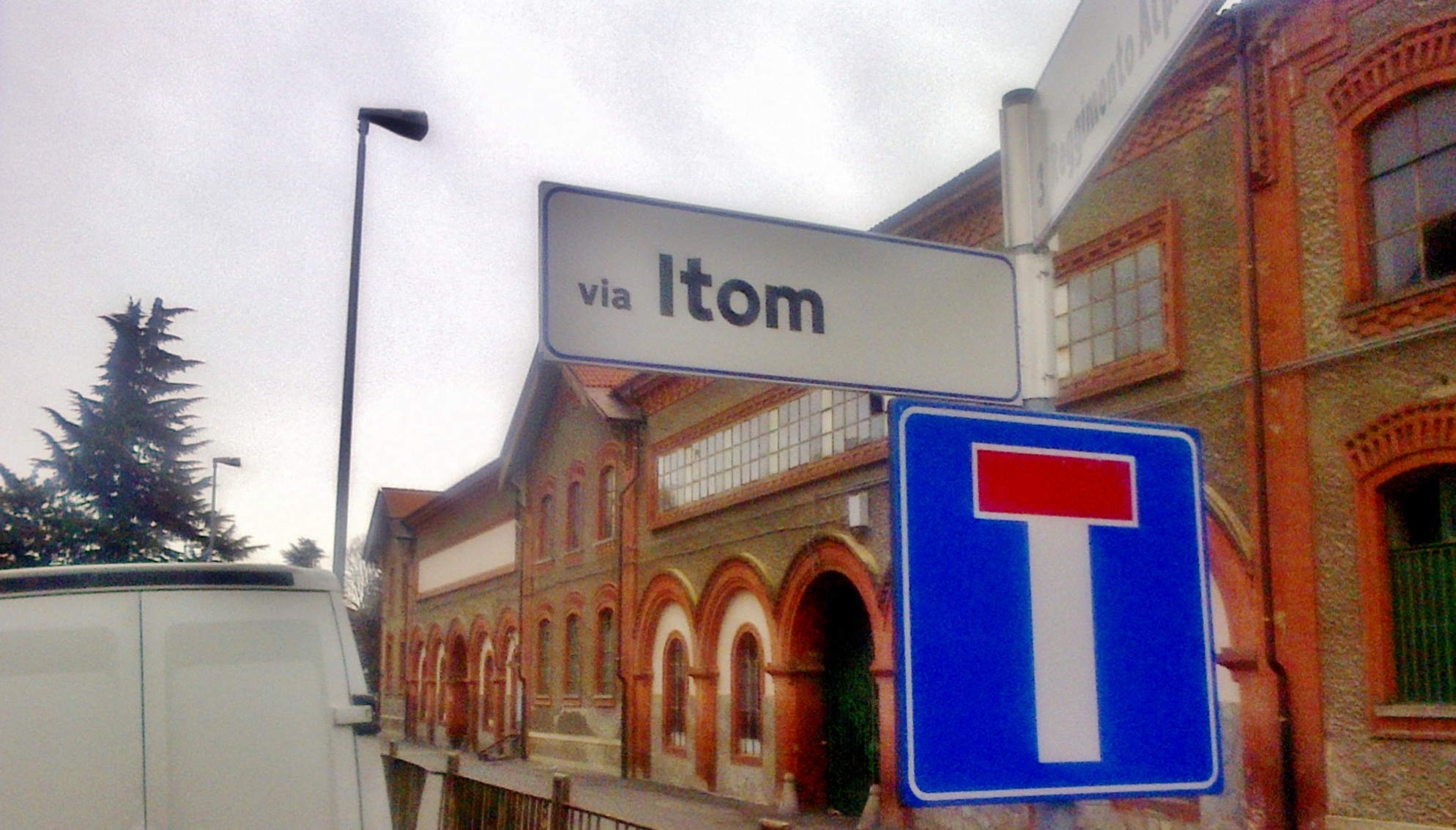
Via Itom a Sant'Ambrogio di Torino, sullo sfondo l'edificio Liberty sede dello stabilimento ITOM dal 1957 al 1975.

La produzione è stata dapprima limitata ai motori ausiliari da applicare alle biciclette, in seguito ai ciclomotori di produzione propria, motore compreso; quest'ultimo fatto la distingue dalla maggioranza dei produttori nazionali coevi che utilizzavano come unità motrici i diffusissimi motori prodotti dalle case specializzate Minarelli e Franco Morini.
La sera del 26 agosto 1965 un improvviso incendio sviluppatosi nel sottotetto distrusse il tetto dello stabilimento e provocò numerosi danni alle attrezzature ed ai prodotti già completati.
Nel 1965 lavoravano in ITOM circa 130 persone.

## Modelli

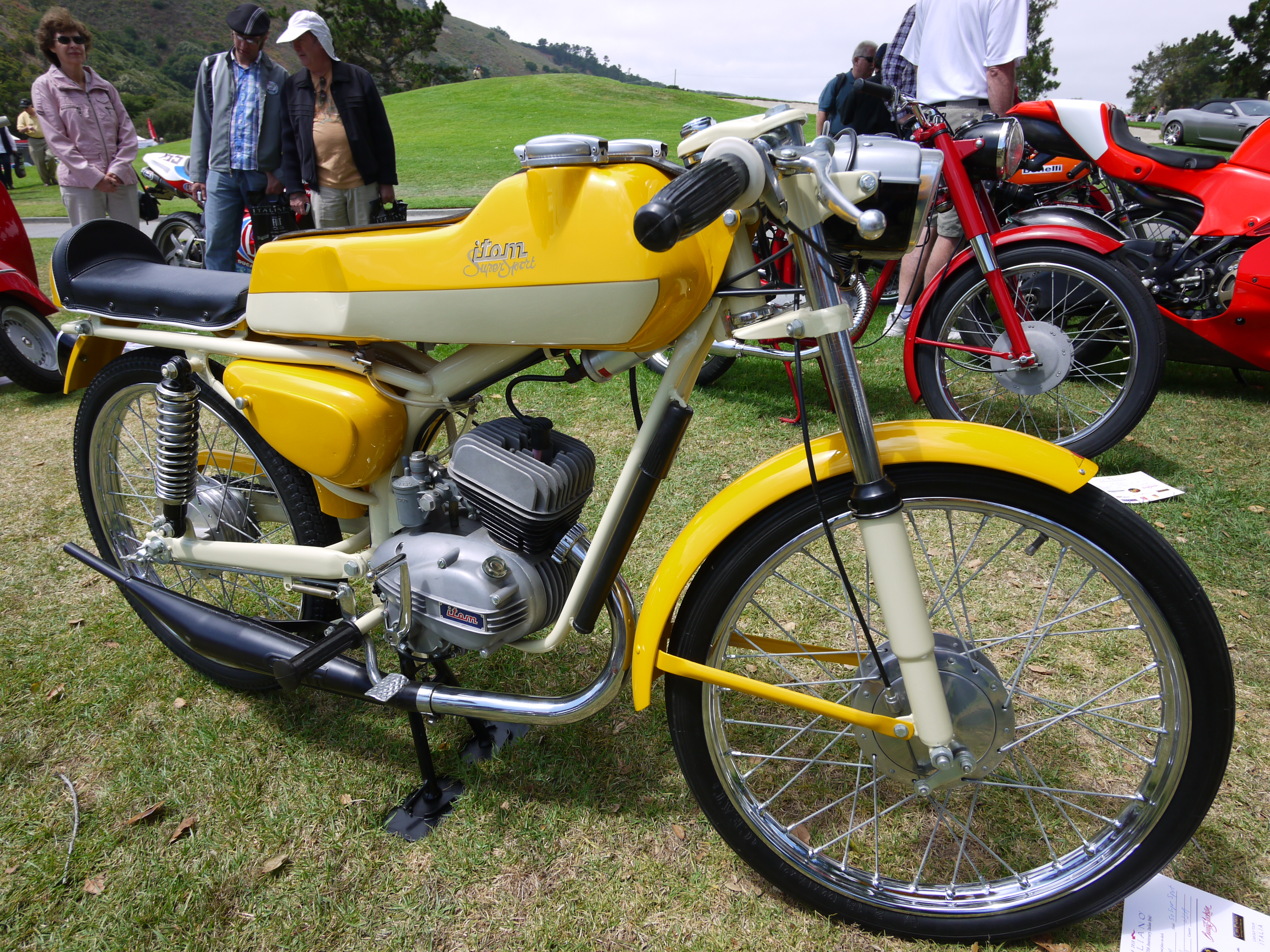
Itom Astor 50 Super Sport 5M Export del 1965

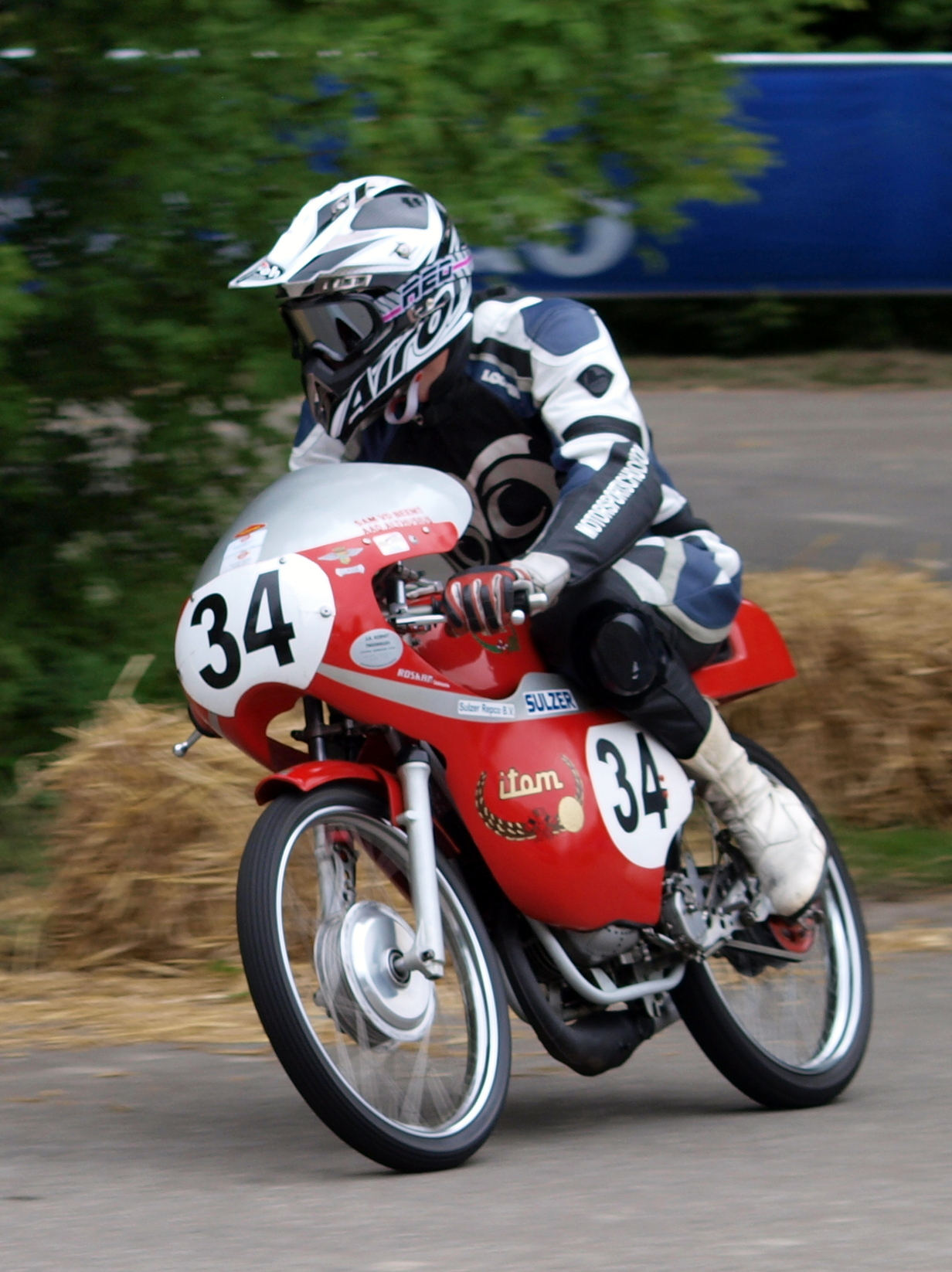
Itom durante una manifestazione a Rockanje (Olanda).

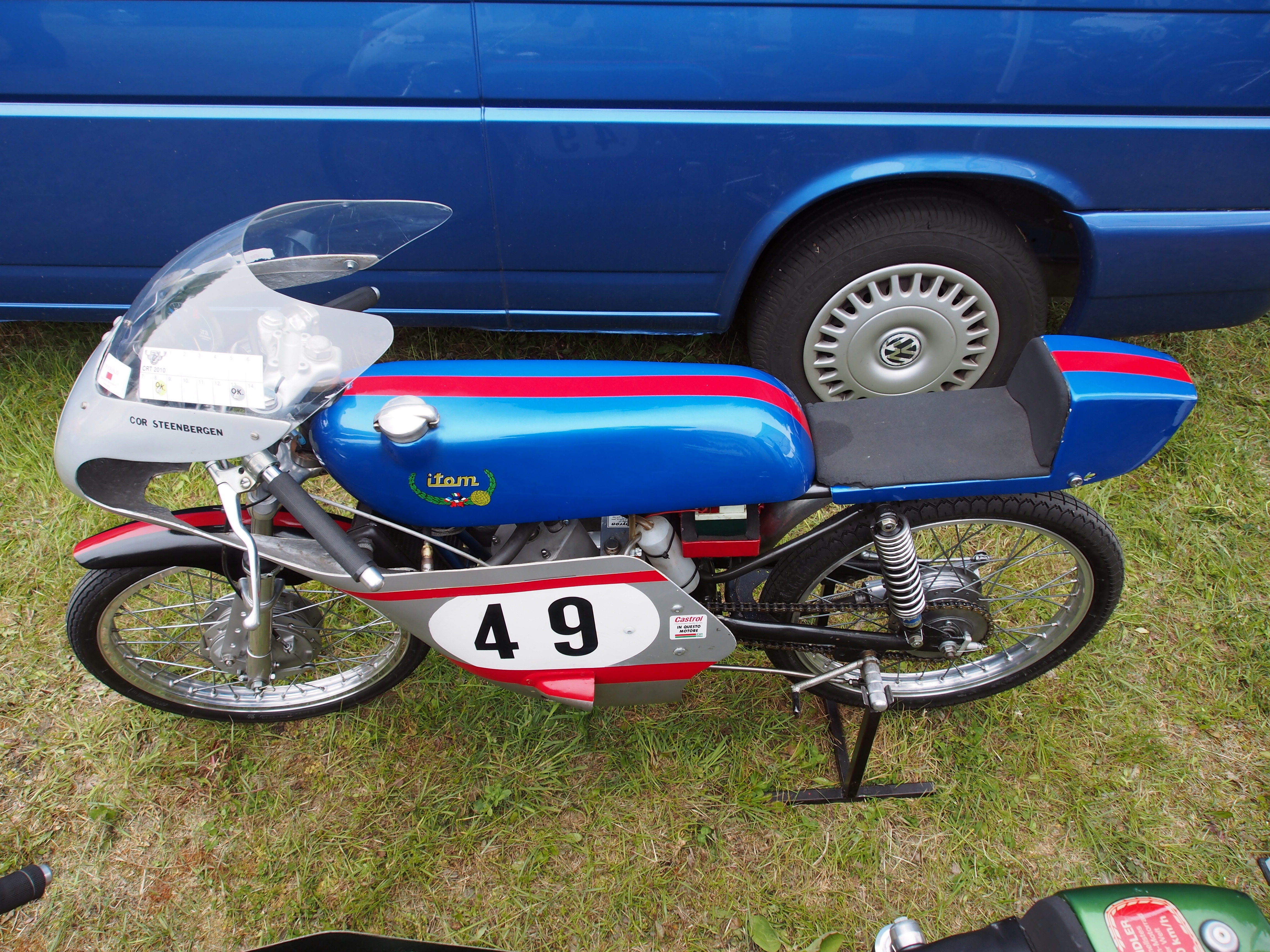
Itom Competizione durante una manifestazione a Rockanje (Olanda).

La produzione della ITOM rimane limitata ai soli ciclomotori con le eccezioni, nel settore dei motocicli targati, rappresentati dal Tabor, un modello di 65 cm³ comunque derivato dai vari modelli di 50 cm³ e da due modelli di moto da fuoristrada, presentati all'esposizione internazionale del ciclo e motociclo di Milano EICMA nel 1973: un modello da cross chiamato Gringo con motore Zündapp 125 a 5 marce ed un modello Enduro dotato di motore Minarelli 9 25 a 5 marce. Le Itom 125 non ebbero molta fortuna e ne vennero vendute solo poche unità, ormai introvabili. La produzione 50 cm³ spazia dai modelli monomarcia ai due marce, tre marce ed anche agli sportivi quattro marce, questi ultimi prodotti sia in versione Sport/Competizione che in versione Cross/Regolarità.

### Modelli storiciITOM(1948 - 1975)
| Nome modello                      | Cilindrata | Prodotto dal | sino al |
| --------------------------------- | ---------- | ------------ | ------- |
| 49,5 Sirio (49,5 cc)              |            | 1948         |         |
| 48 Alba (48 cc)                   |            | 1948         |         |
| 49,5 Tourist (49,5 cc)            |            | 1949         |         |
| 48 Sport (48 cc)                  |            | 1950         |         |
| 48 Sprint (48 cc)                 |            | 1951         |         |
| 49,5 Astor Trial (49,5 cc)        |            | 1953         |         |
| 48 Esperia (48 cc)                |            | 1953         |         |
| 48 Unim (48 cc)                   |            | 1953         |         |
| 48 Ideal (48 cc)                  |            | 1954         |         |
| 48 Minitom (48 cc)                |            | 1956         |         |
| 49,5 Astor Super (49,5 cc)        |            | 1957         |         |
| 49,5 Astor (49,5 cc)              |            | 1959         |         |
| 48 Junior (48 cc)                 |            | 1960         |         |
| 49,5 Astor Competizione (49,5 cc) |            | 1960         |         |
| 48 Esperia 32 (48 cc)             |            | 1963         |         |
| 48 Esperia 36 (48 cc)             |            | 1964         |         |
| 49,5 Special (49,5 cc)            |            | 1964         |         |
| 49,5 Astor Super Sport (49,5 cc)  |            | 1965         |         |
| 49,5 Fuori Strada (49,5 cc)       |            | 1968         |         |
| 49,5 Sirio Cross (49,5 cc)        |            | 1969         |         |
| 125 Gringo (125 cc)               |            | 1973         |         |
| 125 Enduro (125 cc)               |            | 1974         |         |

## Competizioni sportive

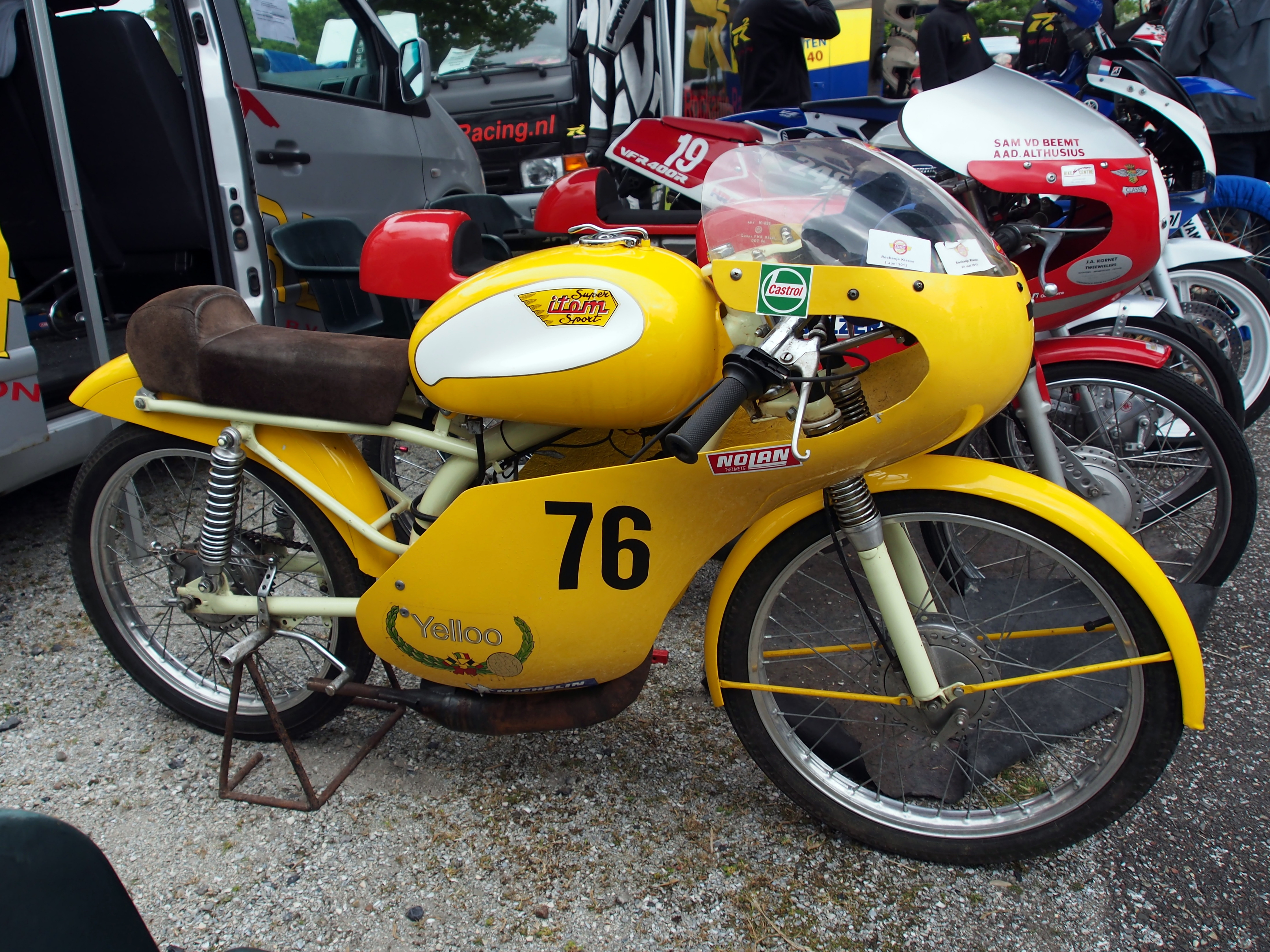
Itom Super Sport

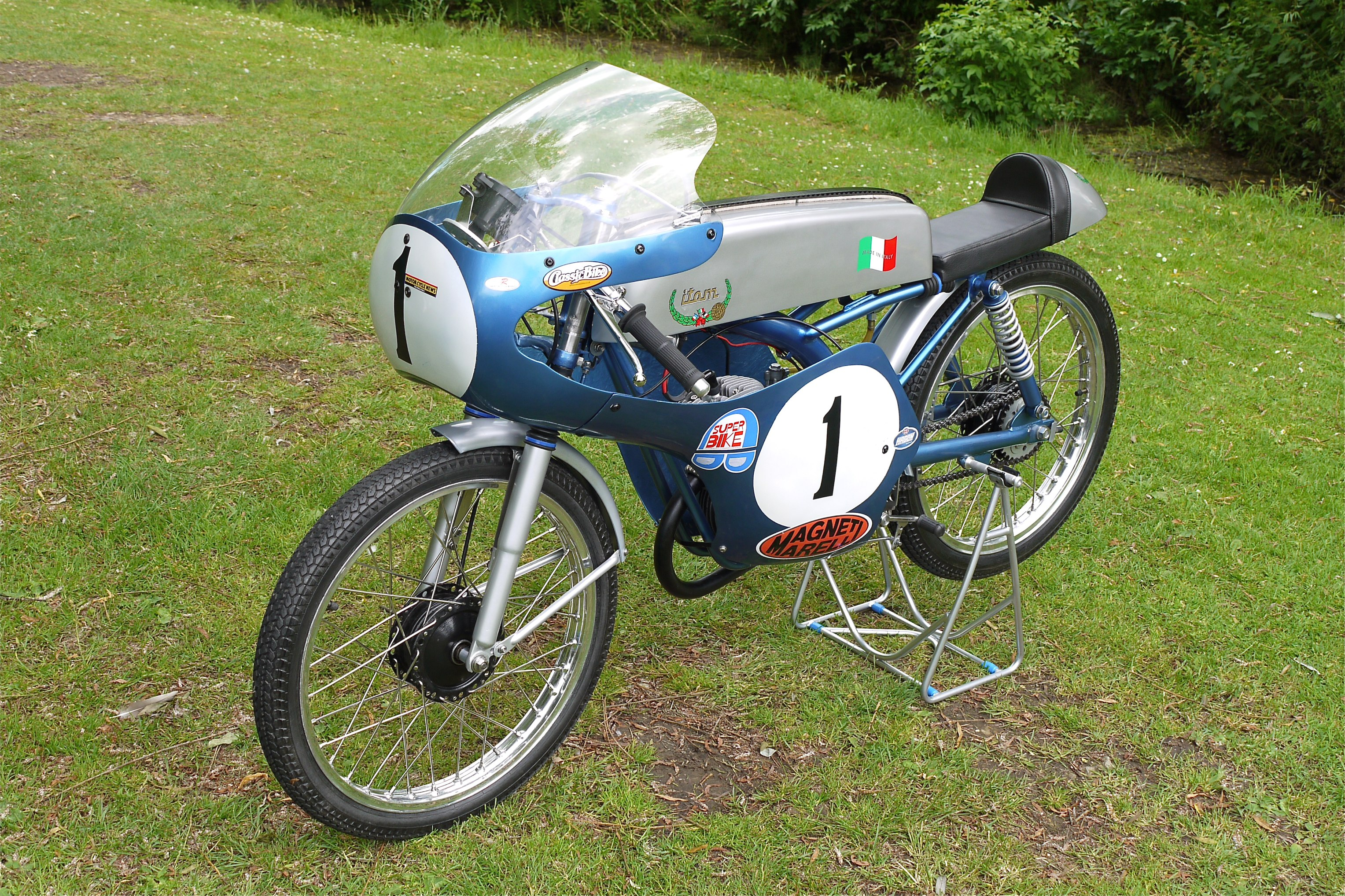
Itom Competizione

Dal 1950 al 1969 ITOM ha partecipato a competizioni sportive nazionali ed internazionali.
Il modello più famoso della ITOM rimane l'Astor, modello che nelle sue versioni più performanti verrà largamente utilizzato nelle competizioni, sia da molti corridori privati che da vari preparatori e anche dalla ITOM stessa con partecipazioni a livello nazionale (conquista del titolo di Campione Italiano della Montagna 1966 da parte di Sergio Bongiovanni, pilota ufficiale della Casa, che nel 1964 e 1965 si era piazzato al secondo posto del campionato, e che successivamente venne sostituito da Domenico De Giorgi). Da segnalare qualche sporadica partecipazione anche al Campionato del Mondo della Classe 50 da parte di team privati (famoso in Inghilterra quello della concessionaria Tooleys) ed altri in Olanda, Francia, Belgio e Germania. Proprio in sella all'Itom Astor iniziarono la loro attività agonistica piloti destinati in seguito a diventare Campioni del Mondo: Mike Hailwood, Bill Ivy, Dave Simmonds e ancora, Jean-Pierre Beltoise poi pilota di Formula 1.
È meritevole di citazione la signora inglese Beryl Swain moglie dell'importatore di moto Edwin Swain, che partecipò al Tourist Trophy 1962, prima donna a partecipare (ed a piazzarsi) alla durissima competizione mondiale dell'isola di Man.
Il 21 maggio 1961 sul circuito di Clermont-Ferrand, nell'ambito del Gran Premio motociclistico di Francia 1961 (terzo appuntamento del motomondiale 1961)  ai svolse una gara nazionale riservata alla classe 50, vinta da Jean-Claude Serre su Itom.
Nel 1961 il pilota belga Pierrot Vervroegen su Itom si classificò al 3º posto della Coppa Europa F.I.M. della Classe 50 cc, altri Itom in quel campionato di 8 corse, si classificarono ai posti 8°, 10°, 19°, 20°, 22° e 24°.

## Raduni ITOM
Come per gran parte dei marchi storici di motociclette, scooter e non solo anche per le moto ITOM si tengono in diverse parti d'Europa appuntamenti definiti Motoraduno di appassionati.
il 29 Settembre 2019 si è tenuta a Sant'Ambrogio di Torino presso l'originario stabilimento di produzione, la prima edizione dell'evento "ITOM at Home" che ha richiamato centinaia di appassionati che hanno esposto decine di modelli ITOM restaurati, alla presenza del campione italiano Sergio Bongiovanni e del pilota detentore del record del mondo di velocità su moto di 50cc. Piercarlo Borri.